# Dwunasty Doktor
Dwunasty Doktor (ang. Twelfth Doctor) – postać fikcyjna związana z brytyjskim serialem science fiction pt. Doktor Who, w którą wcielał się aktor Peter Capaldi.
Doktor jest przedstawicielem rasy Władców Czasu (ang. Time Lords) z planety Gallifrey, który przemierza czas i przestrzeń na pokładzie statku kosmicznego o nazwie TARDIS. Pod koniec życia każdy Władca Czasu może się zregenerować, co często wiąże się ze zmianą jego wyglądu, charakteru, a także płci.
Postać dwunastego Doktora pojawiła się w czterdziestu odcinkach serialu Doktor Who, emitowanych w latach 2014-2017, a także w pierwszym odcinku spin-offu Class z 2016 r.

## Casting
1 czerwca 2013 r. Matt Smith, wcielający się w postać jedenastego Doktora, ogłosił swoje pożegnanie z rolą, co rozpoczęło spekulacje co do jego następcy.
4 sierpnia 2013 r. w trakcie prowadzonego na żywo programu Doctor Who Live: The Next Doctor ogłoszono, że kolejną inkarnację Doktora zagra szkocki aktor Peter Capaldi. Aktor już wcześniej występował w Doktor Who: w odcinku Ogień z Pompejów z 2008 r. wcielił się w postać rzymskiego kupca Caeciliusa, który spotyka Dziesiątego Doktora i Donnę Noble.

## Historia postaci
Dwunasty Doktor po raz pierwszy pojawił się w krótkiej scenie odcinka specjalnego Dzień Doktora z 2013 r.
Pierwszym regularny występ miał miejsce w odcinku Czas Doktora z 2013 r. Na pokładzie TARDIS Doktora przeżywa swoje ostatnie chwile przed regeneracją. W tym trudnym okresie Władcę Czasu wspiera jego towarzyszka, Clara Oswald. Po regeneracji dwunasty Doktor oznajmia zaskoczonej Clarze, że nie potrafi pilotować TARDIS, co prowadzi do awaryjnego lądowania w XIX-wiecznym Londynie.

## Towarzysze
Towarzyszami dwunastego Doktora byli:
- Clara Oswald (Jenna Coleman),
- Bill Potts (Pearl Mackie),
- Nardole (Matt Lucas).